# Waverly, Minnesota
Waverly är en stad (city) i Wright County i Minnesota. Vid 2010 års folkräkning hade Waverly 1 357 invånare.